# Där fick du!
Där fick du! är en svensk buskis-fars från 1998 med Stefan & Krister på Vallarnas friluftsteater i Falkenberg. Krister Claesson, som spelade en av huvudrollerna, stod för både regi och sitt första egna manus.

## Handling
Två bröder, Sten (Stefan Gerhardsson) och Jonas (Jojje Jönsson), äger och bor på en gård vid Ätran i Falkenberg. Den tillhörde deras numera döde far, Bengt-Ove. Sten har precis kommit ut ur fängelset, men fortsätter med sina skumma affärer som nu omfattar ett stort lager smugglad konjak. Jonas försöker sätta stopp för detta, men måste gå med på att spela Stens fru över en dag (som får kalla sig "Josefin") för att lura Sylve Konnysson (Emil Larsson), den som skall köpa smuggel-spriten.
Det visar sig att Jonas har bjudit dit två sommargäster för en vecka, den unga modellen, Anna (Annika Andersson), och hennes pappa, Göte (Gösta Jansson), som ska hyra det tomma hönshuset, vilket Jonas har städat och målat för bruk som gästrum. Sten tror att Göte är hans spritköpare, och när Göte lämnar ett bud på två miljoner kronor, då gäller det egentligen hans intresse för gården.
Jonas blir kär i Anna, och allt blir ännu virrigare när Jonas’ bäste vän, den idiotiske grannen Ivar (Krister Claesson), lägger sig i. Dessutom blir Ivars babbliga mor, Signe (Siw Carlsson), kär i Göte. Hon har varit ensamstående sedan hennes make, Harald, gick bort, och hon hoppas på en ny man.

## Rollista
| Stefan Gerhardsson | – Sten Bengtsson, Jonas’ bror                |
| Krister Claesson   | – Ivar Rask, Jonas’ bäste vän                |
| Jojje Jönsson      | – Jonas Bengtsson alias Josefin Bengtsson    |
| Siw Carlsson       | – Signe Rask, Ivars ensamstående mor         |
| Annika Andersson   | – Anna Widebäck, Götes dotter                |
| Gösta Jansson      | – Göte Widebäck, hyresgäst                   |
| Emil Larsson       | – Sylve Konnysson / Konstapel Erik Björnsson |